# 伊錫基黑鮡
伊錫基黑鮡，為輻鰭魚綱鯰形目鮡科的其中一種，為熱帶淡水魚類，被IUCN列為易危保育類動物，分布於亞洲印度淡水流域，體長可達7.6公分，棲息在底層水域，生活習性不明，可做為食用魚。

## 扩展阅读
維基物種上的相關：伊錫基黑鮡